# Pontiac Silverdome
Pontiac Silverdome, ursprungligen Pontiac Metropolitan Stadium, var en multiarena i Pontiac i Michigan, som öppnade 1975 och revs 2018. Arenan hade ett tak av glasfibertyg som hölls uppe med hjälp av trycksatt luft. Glasfibern gav taket en silverskimrande färg, särskilt från luften, och det gav den smeknamnet Silverdome som sedan blev det officiella namnet.
Arenan var framförallt förknippad med Detroit Lions, som spelade amerikansk fotboll i National Football League. Den hade en publikkapacitet på 82 666 vilket gjorde den till största arenan i National Football League tills FedExField utanför Washington DC utökade sin kapacitet till över 85 000 år 2000.
Detroit Lions hade arenan som hemmaplan mellan åren 1975 och 2001, mellan 1978 och 1988 var det också hemmaplan för Detroit Pistons som spelade i National Basketball Association, för Detroit Express som spelade fotboll i North American Soccer League och för Michigan Panthers som spelade amerikansk fotboll i kortlivade United States Football League.
Två college bowlspel, Cherry Bowl och Motor City Bowl introducerades på arenan, och här hölls Super Bowl XVI och några gruppspelsmatcher i fotbolls-VM 1994, bland annat två av Sveriges matcher.
Efter öppningen av Ford Field 2002, som blev Detroit Lions nya hemmaplan, lämnades stadion utan någon permanent hyresgäst. Staden Pontiac kunde inte hitta någon användning för stadion och lämnade den tom i 8 år; staden fick slut på pengar och tvingades sälja på grund av underhållskostnaderna. Den såldes till en kanadensisk fastighetsutvecklare 2009, som öppnade den igen 2010 och bland annat anordnade konserter, fotbolls- och boxningsmatcher.  
Taket rasade år 2013 efter ett ovanligt kraftigt snöfall, det uppblåsbara taket hade alltid varit belastat med problem bland annat på grund av Michigans skiftande klimat. Det beslutades att arenan skulle stänga för gott efter takraset och dess interiör auktionerades ut. Under några år fungerade stadion och områdets parkering som uppställningsplats för returnerade Volkswagenbilar efter avslöjandet om avgasmanipulationer. 
Arenan revs slutligen i mars 2018.